# Sherman (New York)
Pour les articles homonymes, voir Sherman.
Sherman est une ville située dans le comté de Chautauqua, dans l' État de New York, aux États-Unis. En 2020, elle comptait une population de 1 618 habitants, estimée au 1er juillet 2021 à 1 630 habitants.

## Démographie
Lors du recensement de 2010, la ville comptait une population de 1 618 habitants. Elle est estimée, en 2021, à 1 630 habitants.